# (4528) Berg
(4528) Berg est un astéroïde de la ceinture principale.

## Description
(4528) Berg est un astéroïde de la ceinture principale. Il fut découvert le 13 août 1983 à la station Anderson Mesa par Edward L. G. Bowell. Il présente une orbite caractérisée par un demi-grand axe de 2,55 UA, une excentricité de 0,13 et une inclinaison de 8,7° par rapport à l'écliptique.
Cet astéroïde est nommé en hommage au compositeur autrichien Alban Berg.

## Compléments